# Дулийн Эрдэнэбилэг
Дулийн (Дул) Эрдэнэбилэг (монг. Дөлийн Эрдэнэбилэг ; 14.05.1978, Улан-Батор, Монголия) — монгольский шашист (международные шашки). Чемпион Азии 1999, 2001, 2003, 2010, 2014 годов в основной программе, а также 2010, 2012, 2013 и 2014 годов в формате блиц, серебряный призёр чемпионата Азии 2012, 2016, 2022 годов в формате основная программа и 2012 в формате быстрые шашки, многократный чемпион Монголии по международным шашкам. Международный гроссмейстер. FMJD-Id: 10435

## Спортивная биография
С 1993 года участвовал в чемпионатах Монголии среди взрослых, становясь в 1997-1999, 2000-2004, 2008-2010, 2014, 2015, 2018, 2019 и 2023 годах чемпионом страны, 9 раз завоевывал серебряные и бронзовые медали.
На мировой арене стартовал в 1992 году, будучи участником первенства мира среди кадетов (12 место среди 24 участников). Через год - третий в мире среди кадетов. На юниорском чемпионате 1997 года занял 6 место.
Первым в Монголии завоевал звание мастера спорта в 1993 году. В 1997 году получил звание мастера ФМЖД, в 1998 звание международного мастера и в 2001 звание международного гроссмейстера.
Участник чемпионатов мира 2001 года (13 место), 2003 (18 место), 2005 года (5 место в полуфинальной группе Б), 2011 года (14 место), 2013 года (12 место), 2015 года (17 место), 2017 года (5 место в полуфинале Б).
Ученик двукратного чемпиона Монголии Темерийна Пурэвдоржа.